# Бурхард-Белавари
Бурхард-Белавари (венг. Burchard-Bélaváry, Бурхарт {{lang-de|Burchart) — старинный венгерский дворянский род. 

## История
Прослеживается в генеалогиях с XII века. В них упоминается о поместьях в графствах Барс (Сикава) и Бихар (Белавар), а также о дворянском титуле, приобретённом в 1461 году и восстановленном в 1557 году Фердинандом I для Дьёрдя Белавари де Сикавы. Происходит из ветви Бот де Байна рода Бот, венгерских магнатов. Первоначально её название было Бот Белавари де Сикава. Семья, которая с XVI века упоминалась как Белавари, после 1575 года разделилась на несколько ветвей.

## Представители
- Андраш Белавари, каноник и викарий Братиславы (XVI век).
- Иоганн Бурхарт Белавари де Сикава I (1546—1616), эстонский и шведский врач, аптекарь, химик, главный аптекарь Таллина[1].
- Давид Белавари де Сикава († около 1580 года), дипломатический и высокопоставленный представитель Королевства Венгрия.
- Дьёрдь Белавари де Сикава († 1588), королевский судья, лорд Ледниц[венг.]; в 1550 году капитан замка Девин в Палатинском представительстве.
- Миклош Белавари, Великий казначей Верхней Венгрии (1655), военный губернатор Верхней Венгрии (1666).
- Иоханес Бурхард фон Белавари де Сикава (1776—1838) в 1802 году начал создавать коллекцию, которая стала первым частным музеем в Эстонии.
- Иоганн Кристиан Берхарт фон Беллавари де Сикава и Курсель (1754—1813), лорд Палло, офицер. Муж Оттилии фон Курсель (1764—1798), дочери генерал-поручика барона Кристофера Генриха фон Курселя и племянницы генерал-лейтенанта Ивана Николаевича Эссена.
- Готтлиб Иоганн (известный как Иван) Бурхард фон Белавари (1756—1825), майор, лорд Брандтен.
- Готтлиб II Бурхард-Белавари (1757—1807), русский майор, погибший в сражении при Очакове (Русско-турецкая война 1806—1812 годов).
- Фромхольд Иоганн Бурхард-Белавари (род. 1777), капитан 1-го ранга Российского Императорского флота (1830), кавалер орденов Святого Владимира и Святого Георгия.
- Иоганн Конрад Бурхард фон Белавари (1777—1871), майор, кавалер ордена Святого Георгия.
- Конрад Бурхард фон Белавари (около 1790 года, Варшава — XIX век, Египет), польский офицер в Российской империи. Впоследствии служил в Египте, дослужился до звания дивизионного генерала и стал губернатором Нубии.
- Конрад Бурхард-Белавари[англ.] (1837—1916), генеральный консул Бразилии в Будапеште, член Палаты магнатов.

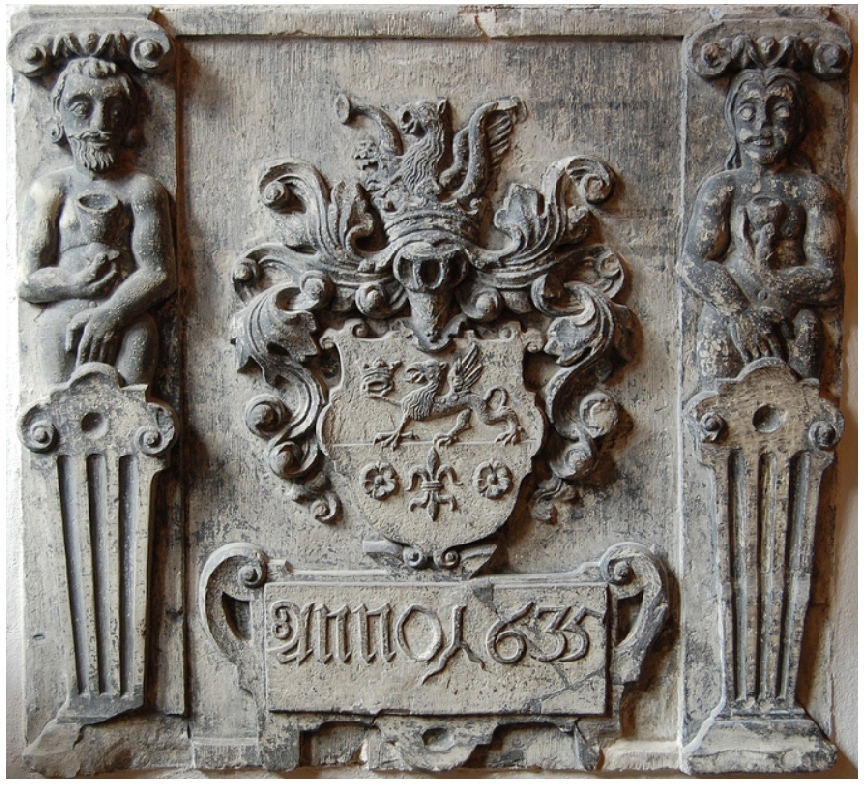
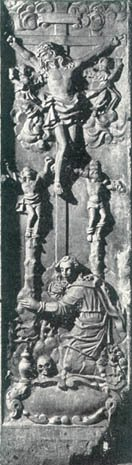